# Cosmin Radu
Cosmin Alexandru Radu (Bukarest, 1981. november 9. –) román válogatott vízilabdázó, olimpikon, a román válogatott csapatkapitánya, a Primorje Rijeka centere.

## Sportpályafutása
Radu 1992-ben kezdett vízilabdázni a Rapid București csapatában. Első bajnoki idényét a felnőtt bajnokságban 1997-ben játszotta az előbbi csapat színeiben. Ezen csapatnak 2004-ig maradt a tagja. Első válogatott meccsét román színekben 1999-ben játszotta. 2001 és 2004 között egymás után 4 alkalommal hódította el a Román-bajnoki címet, 2004-ben pedig a bajnokság gólkirálya lett. A 2011-ben Sanghajban megrendezett világbajnokság gólkirálya lett 20 jegyzett találattal.  2004 és 2011 között az olasz bajnokságban szerepelt a Rari Nantes Florentina csapatában. 2009-ben a román nemzeti válogatott csapatkapitányának választották. 2011-től 2013-ig a horvát Mladost Zagreb játékosa volt, s 2011-ben Zárában Horvát-kupa-győztes lett. Ugyanezen évadban LEN-bajnokok ligája 3. helyén végzett csapatával. 2013 óta a Primorje Rijeka játékosa. 2013 decemberében újra Horvát-kupa-győzelemnek örvendhetett, mikor is a döntőben 13-11-es végeredménnyel győzelmet aratott csapatával a Jug Dubrovnik ellen. 2014 áprilisában a Zárában rendezett Adria-liga bajnoki elődöntőjében 13-3-as győzelmet aratott a Jadran Herceg Novi ellen, a döntőben pedig a Jug Dubrovnik csapatát sikerült csapatával 8-7 arányban felülmúlnia. 2014 májusában a Rijeka színeiben Horvát-bajnoki címet nyert, ahol is a Mladost Zagreb csapata ellen három mérkőzésből hármat megnyert (13-7, 11-5 és 13-7 arányban). Néhány hónappal később a Bajnokok ligája hatos döntőjében bronzérmet szerzett, miután csapata az elődöntőben 10-8 arányban maradt alul a CNA Barceloneta csapatával szemben, s a bronzmérkőzésen 12-6-os arányban győzni tudott a Partizan Beograd ellen. Ugyanezen év decemberében csapatával harmadszor is elhódította az aranyérmet a Horvát-kupán a Maldost Zagreb felett aratott 12-7-es arányú győzelmével. A 2015 áprilisában a hetedik alkalommal, Fiumében megrendezett Jadranska Liga (más néven Regionalna Liga) négyes döntőjén aranyérmet szerzett a Primirje Rijeka színeiben a Jug Dubrovnik 15-9 arányban történő legyőzésével. Ezen négyesdöntő legértékesebb játékosának Radut választották. 2015 májusában zsinórban második alkalommal is elhódította a Horvát-bajnoki címet a Jug Dubrovnik ötből három alkalommal való legyőzésével (9-8, 12-13 (ötméteresekkel), 9-8, 11-12 (ötméteresekkel) és 11-8 arányban). Néhány hónap múlva a Bajnokok ligája hatosdöntőjének elődöntőjében 10-9 arányban múlta felül csapatával a Jug Dubrovnikot, majd ezüstérmet szerzett a döntőben a Pro Reccotól 8-7 arányban elszenvedett veresége után.

## Nemzetközi eredményei
- Európa-bajnoki 11. hely (Budapest, 2001)
- Világbajnoki 12. hely (Barcelona, 2003)
- Európa-bajnoki 10. hely (Kranj, 2003)
- Világbajnoki 6. hely (Montréal, 2005)
- Európa-bajnoki 4. hely (Belgrád, 2006)
- Világbajnoki 11. hely (Melbourne, 2007)
- Európa-bajnoki 9. hely (Málaga, 2008)
- Világbajnoki 7. hely (Róma, 2009)
- Európa-bajnoki 7. hely (Zágráb, 2010)
- Világbajnoki 12. hely (Sanghaj, 2011)
- Európa-bajnoki 8. hely (Eindhoven, 2012)
- Olimpiai 10. hely (London, 2012)
- Európa-bajnoki 8. hely (Budapest, 2014)
- Európa-bajnoki 10. hely (Belgrád, 2016)

## Érdekességek
A Total Waterpolo portál podcastjének egyik epizódjában beszélt arról, hogy ugyan román-horvát kettős állampolgár, saját döntése alapján mindig csak a román nemzeti együttesben játszott világversenyeken.